# Kraljevska kitica
Kraljevska kitica tudi Chaucerova kitica (Rhyme royal) je angleška kitična oblika sestavljena iz sedmih jambskih desetercev nebo (v drugih jezikich) enajstercev z rimo ababbcc. Uporabljali jo Geoffrey Chaucer (Troilus and Criseyde), Thomas Wyatt (They flee from me), William Shakespeare (Lucrece), William Morris (The Earthly Paradise), John Masefield (Dauber) in Emma Lazarus (Epochs). 
Sweet empty sky of June without a stain,
Faint, gray-blue dewy mists on far-off hills,
Warm, yellow sunlight flooding mead and plain,
That each dark copse and hollow overfills;
The rippling laugh of unseen, rain-fed rills,
Weeds delicate-flowered, white and pink and gold,
A murmur and a singing manifold.
(Emma Lazarus, Youth)
Francis Kynaston je prevedel Chaucerovo pesnitev Troilus and Criseyde v latinščino:
Tempestas tristis argumento maesto
Videtur apta, bene et convenire.
Sic erat quando scribere eram praesto
Tragoediam hanc, inclemens caelum mire
Cum grandines ab Ariete qui prodire
Solent, coeperunt Borea sic descendere,
Ut vix a frigore potui me defendere.
(Amorum Troili et Creseidae Libri Quinque, 1639)